# Sistema Automático de Transporte Urbano
O Sistema Automático de Transporte Urbano de Oeiras (SATU, SATUO ou SATUOeiras)  foi um sistema de transporte urbano de passageiros — uma ferrovia tracionada por cabo, sem tripulação, instalada em Paço de Arcos, no concelho de Oeiras, em Portugal. Funcionou entre 2004 e 2015.
Foi inaugurado em 7 de junho de 2004 e percorria pouco mais de um quilómetro, ligando “Navegantes”, na estação ferroviária de Paço de Arcos (Linha de Cascais), a “Forum” — no Centro Comercial Oeiras Parque. Esteve previsto seu prolongamento para norte até à estação ferroviária de Agualva-Cacém (Linha de Sintra).

## História

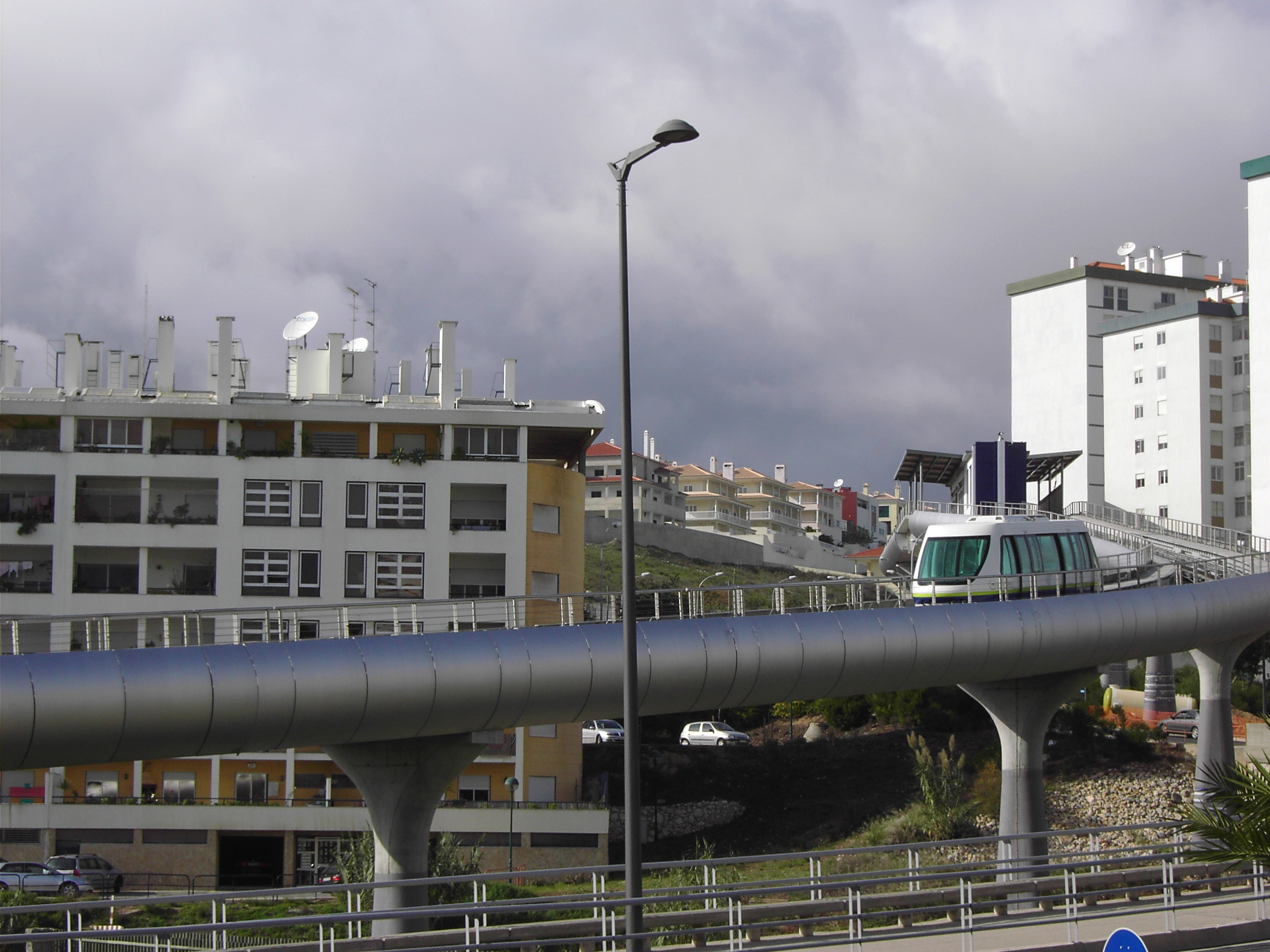
Viaduto, carro e estação “Tapada”.

### Planeamento e construção
O programa do SATU foi lançado durante a primeira presidência municipal de Isaltino Morais em Oeiras, tendo sido concluído durante o mandato de Teresa Zambujo, em 2004. Este resultou de uma parceria entre a Câmara Municipal Oeiras e a empresa Teixeira Duarte. Foi então criada a SATUOEIRAS - Sistema Automático de Transporte Urbano, E.M., detida a 51% pela Câmara Municipal de Oeiras sendo os restantes 49% detidos pela Teixeira Duarte. O investimento envolvido para a construção da 1.ª fase envolveu cerca de 23 milhões de euros.

### Operação (2004-2015)
As vantagens do sistema não evitaram a formulação de críticas e processos judiciais por parte dos moradores do bairro da Tapada do Mocho, motivadas pelo ruído por este emitido, bem como pelo facto de a linha estar junto a janelas, rente a edifícios de habitação preexistentes, referindo também a sombra criada sobre os edifícios e a perda de vistas para o mar, e ainda a destruição de espaços verdes e praga de pombos que usam a estação como refúgio.
Em 2007 os proveitos operacionais da SATUOEIRAS - Sistema Automático de Transporte Urbano, E.M. foram de 243 mil euros, registando-se um aumento de 19% no número de utentes e 14% nas receitas.
Os presidentes das câmaras municipais de Oeiras e de Sintra assinaram um protocolo de cooperação em julho de 2009, declarando que contam negociar com o Banco Europeu de Investimento, recorrer a fundos comunitários e solicitar apoio estatal para financiar a ligação dos dois concelhos pelo SATU. Segundo declarações ao Diário de Notícias:
Isaltino Morais arrisca que «a ligação ao Lagoas Park faz-se num ano e pouco e que havendo projectos e financiamento, em cinco ou seis anos chega ao Cacém». Já Fernando Seara diz esperar que o protocolo «tenha êxito nos próximos 10 anos».
Em 2010, noticiou-se que a Refer havia anteriomente estado interessada no projeto, que ligaria duas das suas estações, tendo mesmo reservado terrenos junto a Agualva-Cacém — mas que este interesse entretanto esmorecera.

### Encerramento

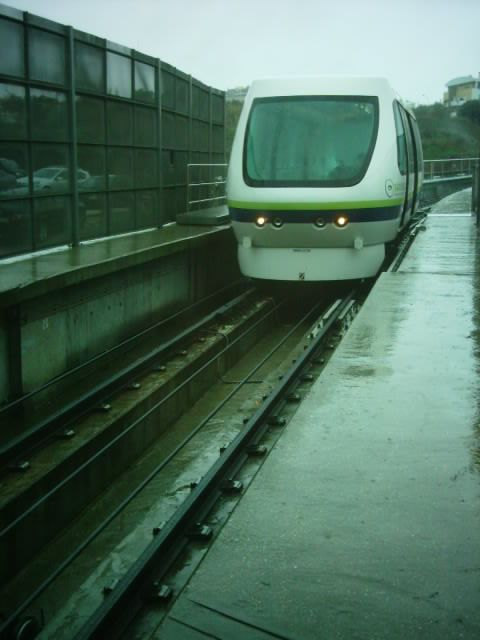
Carro e aspecto do trilho do SATUOeiras.

Nos termos de legislação aprovada em 2012, as empresas municipais que apresentem prejuízos durante três anos consecutivos devem ser extintas:[carece de fontes?] A 18 de outubro de 2014 foi anunciado que a empresa municipal SATUOeiras seria alvo de «dissolução oficiosa» por decisão do Ministério das Finanças de 29 de agosto desse ano, devido à «verificação de três das quatro situações de natureza financeira que implicam a dissolução obrigatória das empresas muncipais», inviabillizando, assim, a proposta e o financiamento do projecto de extensão da rede até à estação ferroviária do Cacém, aprovados pela Câmara de Oeiras a 25 de julho de 2013.

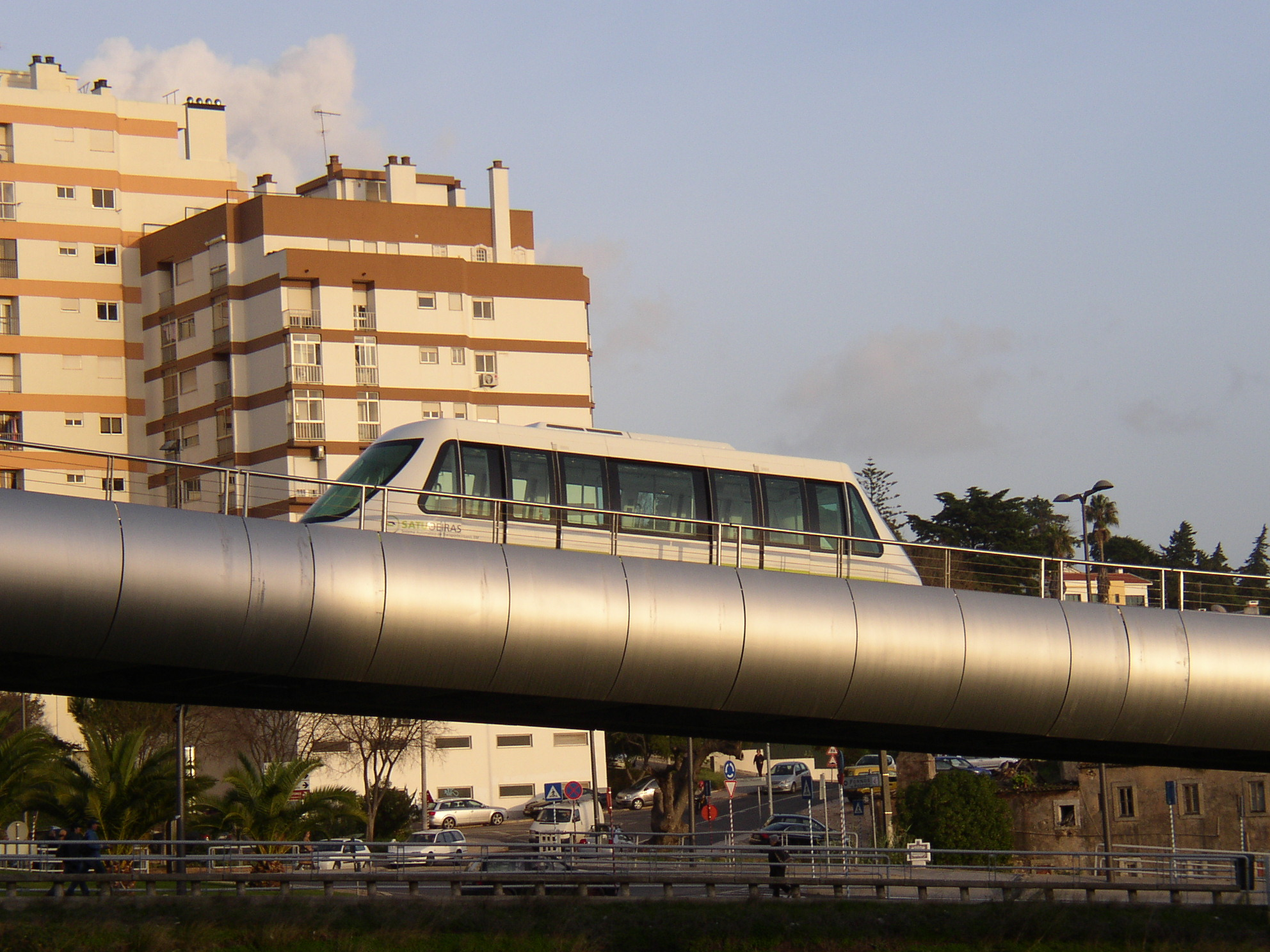
Carruagem do SATU, junto à estação “Navegantes”.

Devido a prejuízos acumulados, a suspensão do serviço começou a ser equacionada em outubro de 2014 e a sua extinção foi anunciada em abril de 2015, com efeitos a partir de 31 de maio desse ano, data em que foi dissolvida a empresa municipal que operava o serviço. Os prejuízos acumulados, segundo a C.M.O., passaram à responsabilidade «do parceiro privado» (a Teixeira Duarte).
Não se sabe que destino será dado às infra-estruturas. Estas permanecem, mas estão trancadas, fechadas, e portanto, abandonadas, nomeadamente com «instalações abandonadas, vandalizadas, cabos de cobre retirados», à data de abril de 2018.

### Possível reabertura
No âmbito das eleições autárquicas de 2017, o autarca Paulo Vistas (em fim de mandato e recandidatando-se) declarou que reativar o SATU seria criar um «buraco sem fundo»; já Isaltino Morais, que lançara o projeto em 2004 e viria a ser reeleito em outubro de 2017, afirmou em abril que, se fosse eleito, o SATU seria «mesmo para acabar de construir», pressupondo assim a reabertura. Depois de eleito presidente da Câmara Municipal de Oeiras, em 2017, Isaltino Morais decidiu não reabrir o equipamento nos mesmos moldes daquele que chegou a existir entre 2004 e 2015, admitindo, em sua substituição, a criação de um sistema de metrobus (autocarros elétricos rápidos), no mesmo percurso, entre Paço de Arcos e o Cacém, tal como previsto no plano de transportes da Área Metropolitana de Lisboa, mas sem prazo previsto de concretização.
Em Março de 2024, a vereadora da mobilidade na Câmara Municipal de Oeiras, Joana Baptista, anunciou que a autarquia estava a planear a reabertura do SATU e ao seu prolongamento até aos concelhos vizinhos de Cascais e Sintra, e aos parques empresariais da Quinta da Fonte, Lagoas Park e Taguspark. De acordo com a vereadora, o sistema iria ser prolongado até à estação do Cacém, passando pelos três parques empresariais, ligando desta forma as linhas ferroviárias de Cascais e Sintra. Estas intervenções estavam integradas no programa de mobilidade urbana sustentável e de acessibilidade do concelho de Oeiras, no âmbito do qual foi igualmente planeada a instalação de uma rede de eléctricos modernos entre Algés e a Falagueira, no concelho da Amadora, e de um sistema de autocarros de trânsito rápido entre Queijas e Carnaxide.

## Rede e expansões

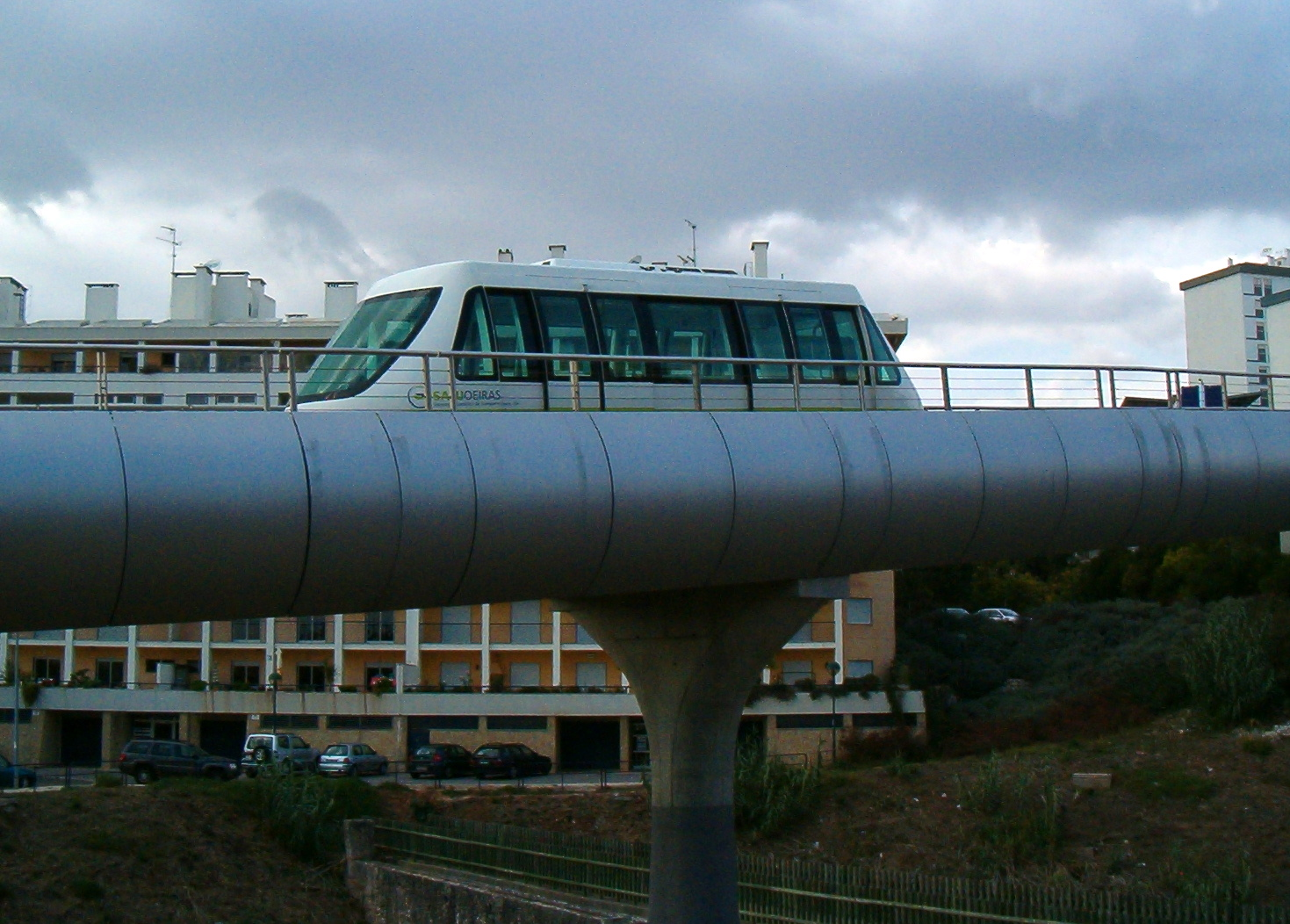
Carruagem e viaduto do SATUOeiras.

A rede estendia-se desde o centro histórico de Paço de Arcos (Estação “Navegantes”) até ao centro comercial Oeiras Parque (Estação “Forum”) passando pelo bairro da Tapada do Mocho (Estação “Tapada”).
Uma 2.ª fase, prevista desde a construção, previa o prolongamento até ao Lagoas Park em Porto Salvo. Em sucessivos adiamentos e reformulações, este acrescento manteve-se sem alterações no projeto.
A 3.ª fase atingiria o TagusPark, com as estações intermédias de Penalvas (designada por Campo da Bola em versões anteriores do projeto), Ermida, Mercado, Leião, e Santa Bárbara.
A 4.ª fase, levaria a linha do SATU até ao Cacém, possibilitando assim ligação entre a Linha de Sintra e a Linha de Cascais — um objetivo último frequentemente ventilado desde o início do projeto. As novas estações intermédias seriam Católica e Casal do Cotão, a construir no prolongamento a partir do TagusPark. Esta fase contemplava, desde 2013, um ramal com término em São Marcos e uma estação intermédia, Cabanas, que se inseriria na linha principal à esquerda à saída da estação “Católica”, no sentido oriundo do Cacém.

## Horário
O SATU funcionava todos os dias, das 08:00 às 00:30. A frequência máxima de passagem era de quatro minutos (com toda a frota de carruagens a circular ininterruptamente) mas nas horas de menos movimento as carruagens podem imobilizar-se passando a reagir por “chamada” (como um elevador) assim que fosse franqueada entrada a passageiros.

## Características técnicas

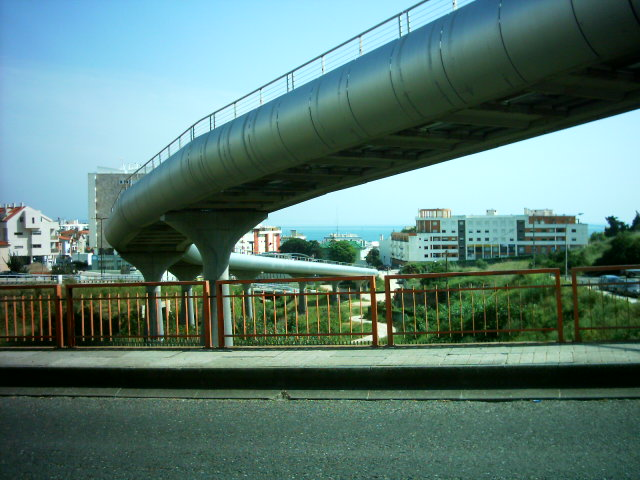
Viaduto que se estende até Paço de Arcos.

Circulavam duas cabinas não-motorizadas, sem tripulação, com capacidade para 106 passageiros cada, ligadas a um cabo sem-fim traccionado centralmente (motor eléctrico na estação-base, “Navegantes”) e apoiadas sobre um trilho de dois carris num leito instalado sobre um viaduto de betão, atingindo uma velocidade máxima de 40 km/h. A linha era de via única, cruzando-se as cabinas nas paragens (de ambos os lados da respectiva plataforma central), que eram antecedidas e precedidas de entroncamentos em "Y". Tecnicamente designado por um sistema APM (automatic people mover, transporte hectométrico), pode ser considerado como um teleférico sobre carris.

## Bilhética

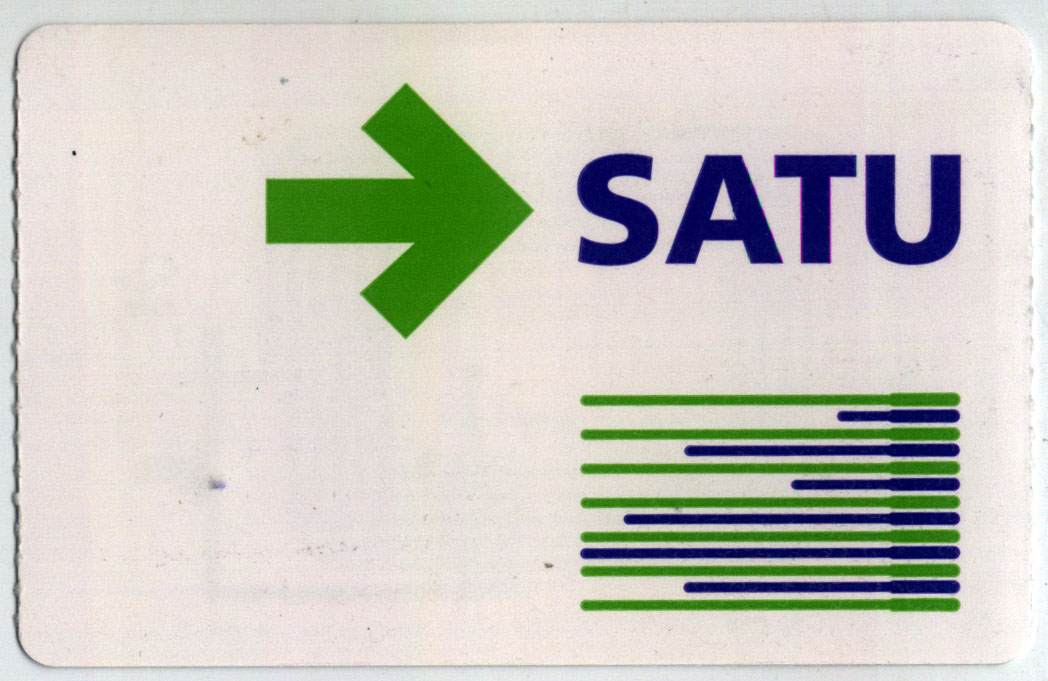
Bilhete: frente, mostrando logótipo.

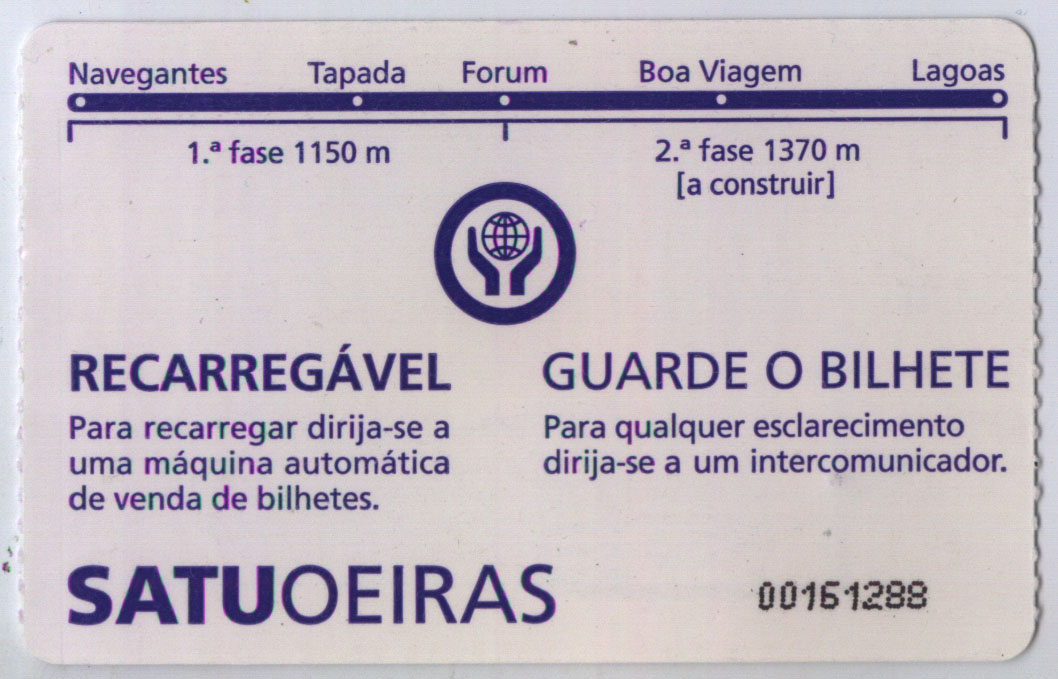
Bilhete: verso, mostrando diagrama da linha (fases 1.ª e 2.ª).

O título de transporte válido a bordo do SATU era exclusivo, não participando dos acordos respeitantes aos passes sociais da região de Lisboa.

### Tarifário
- 01,15 € - bilhete de ida, válido no dia da aquisição.
- 01,65 € - bilhete de ida e volta, válido no dia da aquisição.
- 02,85 € - bilhete sem limite de viagens, válido no dia da aquisição.
- 06,15 € - bilhete de 10 viagens, válido por 90 dias (para utilização individual em diferido ou simultânea em grupo).
- 10,25 € - bilhete de 20 viagens, válido por 90 dias (idem).

Na primeira aquisição, ao valor da tarifa acrescia o custo do cartão recarregável (0,50 €): «O cartão é recarregável, não o deite fora!»
O tarifário do SATU assentava nos seguintes pressupostos:
- Os bilhetes de ida, ida e volta e 1 dia eram mais apropriados para serem adquiridos por passageiros ocasionais, sendo estes utilizados quando se viaja no SATU uma única vez ou menos que 2 a 3 vezes por mês.
- Os bilhetes de 10 e 20 viagens eram mais apropriados para serem adquiridos por passageiros frequentes, sendo estes, utilizados quando se viaja no SATU pelo menos 1 ou 2 vezes por semana, ficando o custo unitário de cada viagem aproximadamente a 0,62 € e 0,51 € respectivamente.